# Else Kähler

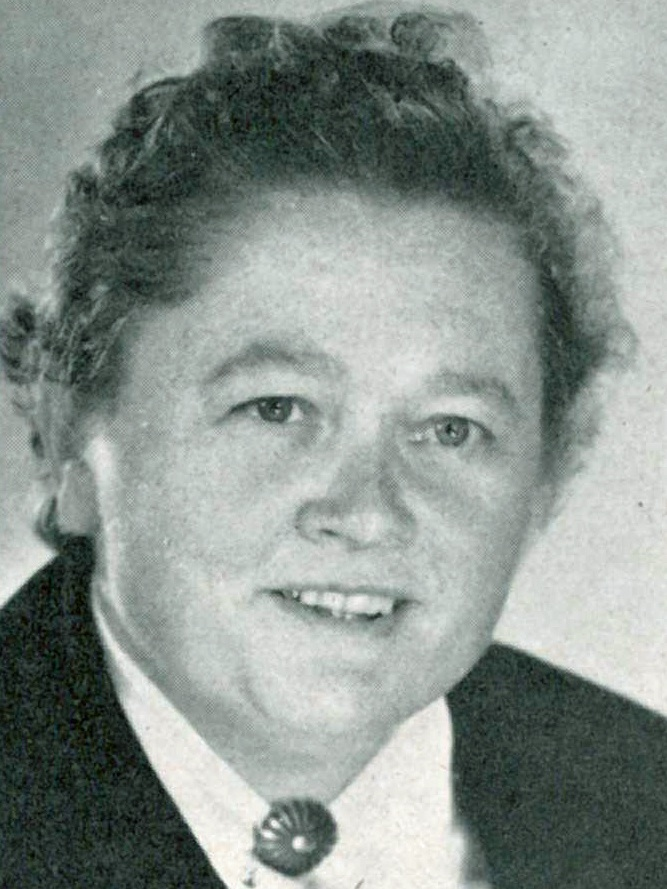
Else Kähler

Else Kähler (* 16. September 1917 in Kiel; † 10. Mai 2011 in Binningen (BL)) war eine Schweizer Theologin und Pionierin der Bibelforschung. Gemeinsam mit ihrer Partnerin Marga Bührig leitete sie ab 1949 das reformierte Studentinnenhaus in Zürich und ab 1959 das evangelische Tagungs- und Studienzentrum Boldern. Sie engagierte sich in der Friedens- und Frauenbewegung und widmete sich dabei theologischen und menschlichen Fragen.

## Leben
Else Kähler war die Tochter des Friedrich Kähler (kaufmännischer Angestellter) und der Elsa, geborene Meier. 1945 erlangte sie in Jena auf dem zweiten Bildungsweg ihr Abitur und studierte danach Theologie an der Universität in Kiel. 1947 kam sie als Stipendiatin an die Universität Zürich. Gemeinsam mit ihrer Lebenspartnerin Marga Bührig leitete sie ab 1949 das reformierte Studentinnenhaus Zürich.
1957 promovierte sie an der Universität Kiel zur Rolle der Frauen in den paulinischen Briefen. Sie promovierte als erste Frau zu einem Thema aus dem Neuen Testament. Else Kähler gelangte dabei zur Einsicht, dass Paulus die Frauen nicht den Männern untergeordnet, sondern als gleichwertig verstanden hat. Jedoch seien den beiden Geschlechtern unterschiedliche Aufgaben zugedacht gewesen. Sie begründete diese Erkenntnis nicht nur wissenschaftlich, sondern lebte sie auch in ihrem Privat- und Berufsleben.
1959 wurde sie gemeinsam mit Marga Bührig als Studienleiterin an das evangelische Tagungs- und Studienzentrum Boldern in Männedorf (ZH) berufen, wo sie bis 1981 blieb. Das kooperative Leitungsmodell war für die damalige Zeit ein Novum. Mit der Zeit gelang Kähler und Bührig zudem die Angliederung des Zürcher Studentinnenhauses Voltastrasse 27 als Aussenstation des Tagungszentrums.
Kähler gilt als eine der Wegbereiterinnen der feministischen Theologie: Gemeinsam mit Marga Bührig setzte sie sich für Dialog und Verständnis innerhalb und ausserhalb religiöser Kreise ein, besonders im Hinblick auf Ehelosigkeit, alternative Lebensformen und Homosexualität. Ihre Ansichten versuchte sie dabei stets auf der Bibel zu begründen, weshalb sie sich auch für eine zeitgemässe Interpretation der Schrift einsetzte.
Ab 1983 wohnte sie in einer Lebensgemeinschaft mit Marga Bührig und Elsi Arnold in Binningen. Else Kähler und Marga Bührig wohnten bereits 15 Jahre an der Zürcher Voltastrasse 27 im «Boldernhaus», als Elsi Arnold in ihr Leben trat, die als Lehrerin und Psychologin tätig war.
Else Kähler griff gesellschaftlich heikle Themen auf, engagierte sich für Frauenrechte, für Lesben und Schwule und setzte sich für den Frieden ein. «Das Faszinierende an Else Kähler war ihre Aufgeschlossenheit, gesellschaftlich tabuisierte und vernachlässigte Themen aufzugreifen, benachteiligende Ungleichheiten öffentlich zu machen und zugleich im christlichen Glauben tief verwurzelt zu sein.»
1970 erhielt Else Kähler die Schweizer Staatsbürgerschaft. Am 10. Mai 2011 verstarb sie in der Pflegewohnung «Neubad» in Binningen.

## Publikationen
- Die Bibel und die Frau von heute. Basel 1958.
- Die Frau in den Paulinischen Briefen: unter besonderer Berücksichtigung des Begriffes der Unterordnung. Zürich: Gotthelf-Verlag 1960.
- Depression in der Sicht des Theologen. In: Depressionen. In der Sicht des Psychiaters.  von Walter R. Schollenberger. In der Sicht des Theologen. von Else Kähler. (Vorträge). Zürich: Boldernhaus: 1970, S. 38–49.
- mit Marga Bührig: Vorwort. In: Monika Barz; Herta Leistner; Ute Wild: Hättest du gedacht, dass wir so viele sind?: Lesbische Frauen in der Kirche. Stuttgart: Kreuz-Verlag 1987. Online.
- Die Antwort des biblischen Glaubens auf die Sinnfrage. In: Theologie. [S.l., s.n.] 19uu, S. 130–135.